# Angela Stadtherr

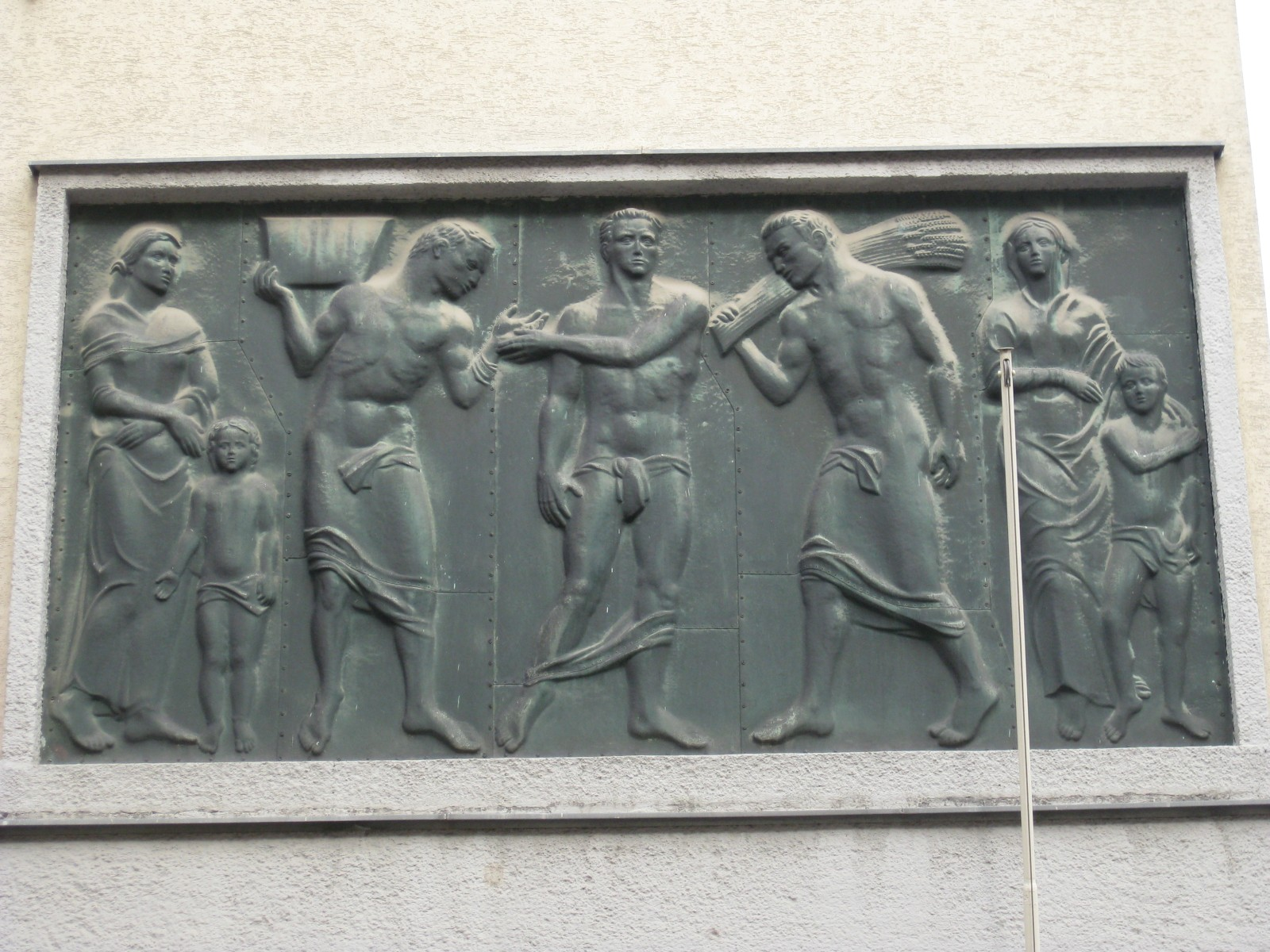
Eine der beiden Platten des Reliefs „Symphonie der Arbeit“ im Strindberghof

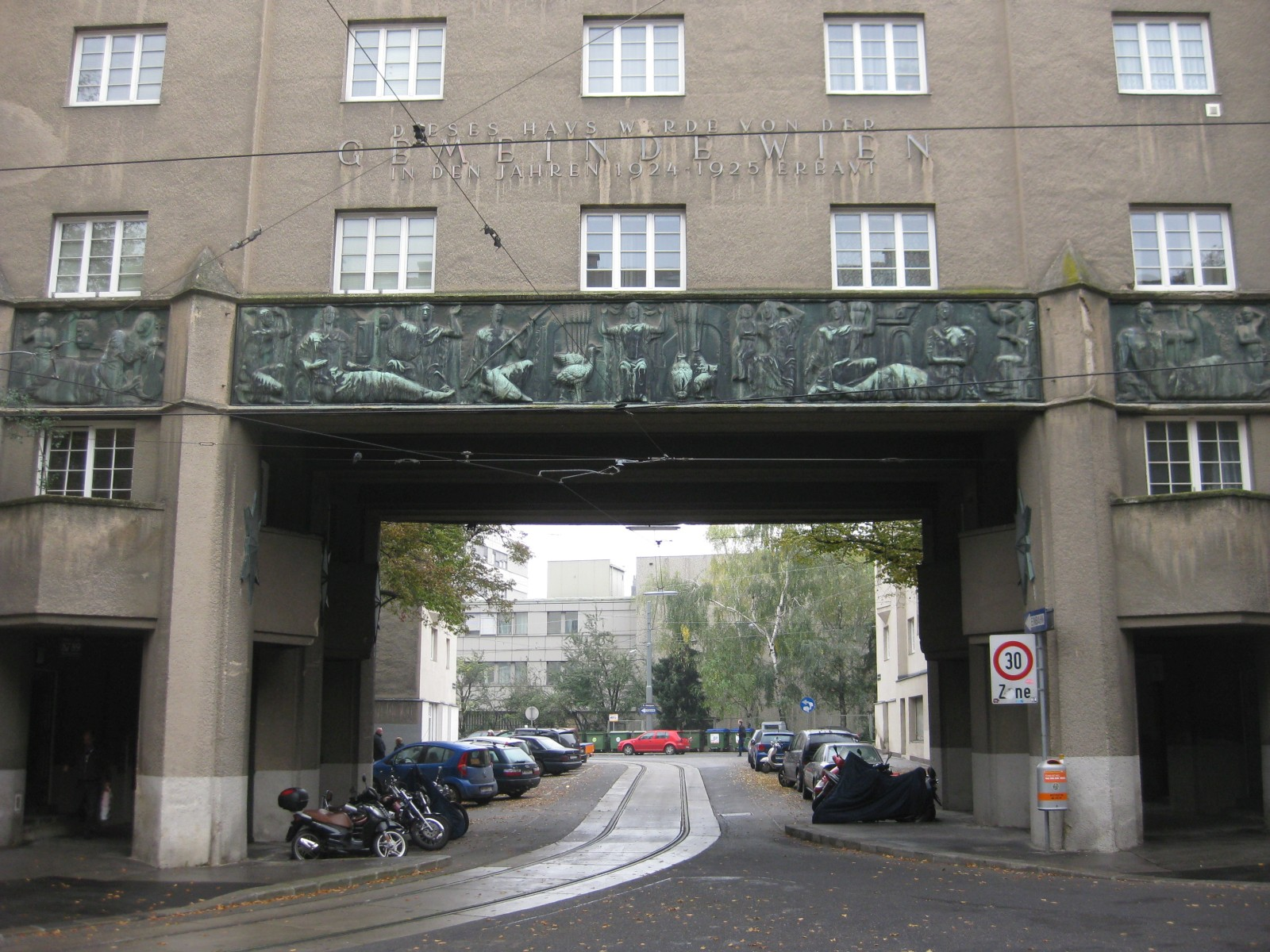
Kupfer-Fries „Das Leben“ am Pfannenstielhof in Wien

Angela Stadtherr (* 2. April 1899 in Wien; † 7. August 1983 ebenda) war eine österreichische Metallbildhauerin und Spenglermeisterin.

## Leben
Stadtherr war die vierte Tochter eines Wiener Spenglermeisters (Klempners). Als er 1915 unerwartet verstarb, verließ sie die Klosterschule und erlernte das Spenglerhandwerk, um das väterliche Geschäft weiterführen zu können. 1920 erhielt sie den Meisterbrief. Parallel dazu begann sie 1917 an der Kunstgewerbeschule Wien zu studieren, wo sie zunächst ein Wintersemester die allgemeine Abteilung bei Oskar Strnad besuchte. Anschließend war sie in der Bildhauerklasse von Anton Hanak und die letzten zwei Jahre zusätzlich in Adele von Starks Email-Werkstätte eingeschrieben. 1920 wurde sie mit dem Lobmeyr-Preis ausgezeichnet. Das 1921 ausgestellte Abschlusszeugnis bescheinigte ihr eine „hervorragende Begabung als selbständig schaffender Metallbildhauer“.
Auch nach dem Studium blieben Stadtherr und Hanak in Kontakt. Neben der Bildhauerei verband sie die Musik (Stadtherr spielte Cello). Nach Hanaks Tod 1934 kümmerte sie sich um seine Nachlasssicherung.
1925 beteiligte sich Stadtherr zusammen mit anderen Hanak-Schülern an der Internationalen Kunstgewerbeausstellung in Paris. Dort wurde im Raum der Metalle (auch „Kultraum“) ihre Statue „Göttin“ (1919) aus getriebenem Messingblech als Hauptattraktion gezeigt. Zudem kleidete sie die Wände des Raumes aufwendig mit ornamentiertem Blech aus. Außerdem präsentierte sie in Paris eine monumentale Reiterfigur „Ritter“ (1921) aus getriebenem Eisenblech. Die Beteiligung an der Internationalen Kunstgewerbeausstellung brachte ihr einen 2. Preis (Ehrendiplom) und ein hohes Maß an künstlerischer Anerkennung ein. Einen 1927 eingehenden Ruf an die Kunstgewerbeschule in Düsseldorf als Leiterin der Klasse für Blechplastik lehnte sie aufgrund ihrer familiären Verpflichtungen ab.
Stadtherr war Mitglied des Verbandes Wiener Frauenkunst, mit dem sie 1931 ausstellte, und des Österreichischen Werkbundes.
Schon während des Studiums hatte sie begonnen, als Material bevorzugt Bleche und Metalle einzusetzen. Mit ihren Arbeiten nahm sie unter den Wiener Bildhauerinnen eine singuläre Stellung ein. Sie gehörte zu den ersten Frauen, deren bildhauerische Werke im öffentlichen Raum Wiens zu sehen waren. 1925 erhielt sie einen Großauftrag der Gemeinde Wien, über der Durchfahrt des Pfannenstielhofs (Gemeindewohnbau Kreuzgasse-Angeligasse) einen Fries zum Thema Leben anzufertigen. Sie schuf dafür in Einzelarbeit eine Komposition von 17 Metern Länge und 2 Metern Höhe, welche 20 cm hoch in Kupferblech getrieben ist. Das Fries zeigt als zentrale Figur eine die Sonne symbolisierende Frau, weitere Figuren, die Aspekte des Lebens darstellen, und Fruchtbarkeitssymbole. Ein weiterer bedeutender Auftrag der Gemeinde Wien war das Großrelief „Symphonie der Arbeit“ an Strindberghof, das sie 1931 anfertigte. Es besteht aus zwei je 9 × 2 Meter großen, in Kupfer getriebenen Reliefplatten, die von anderen Figuren umgebende Arbeiter zeigen, einmal im gegenwärtigen und einmal im historischen Kontext.
Stadtherr erhielt auch eine Reihe kirchlicher Aufträge (Altäre, Kruzifixe, Marienstatuen). So schuf sie 1938 das aus Kupferblech getriebene Altarkreuz der Esslinger Pfarrkirche. 1950 fertigte sie den Wetterhahn auf dem Dach des Wiener Stephansdoms. Zu ihrem Gesamtwerk gehören weiterhin unter anderem Grabplatten, Wasserspeier, Keramikverkleidungen, Laternen, Vasen und Dekorationen.
Stadtherr wurde mit dem Goldenen Ehrenzeichen für Verdienste um die Republik Österreichs ausgezeichnet. Zu Ehren der gebürtigen Simmeringerin und engagierten Sozialdemokratin wurde 1997 im 11. Wiener Gemeindebezirk Simmering die Angela-Stadtherr-Gasse nach ihr benannt. Bestattet ist sie am Simmeringer Friedhof (Teil N, Gruppe 1, Reihe 6, Nummer 8).